# Шадура Тимофій Миколайович
Тимофій Миколайович Шадура (нар. 7 січня 1982, Мала Деревичка, Житомирська область, Українська РСР) — український воїн, військовослужбовець 30-ї окремої механізованої бригади імені князя Костянтина Острозького Збройних сил України. Зник безвісти 3 лютого 2023 року в районі села Залізнянське поблизу Соледара Донецької області.

## Ймовірна загибель
6 березня 2023 року в мережі та ЗМІ з'явилося відео з розстрілом росіянами невідомого, ймовірно, полоненого українського воїна після його вигуку «Слава Україні!». Згідно з даними 30-ї окремої механізованої бригади, військовослужбовець, відео з убивством якого поширилось у соцмережах, є Тимофієм Шадурою. Згідно із заявою Генерального штабу ЗСУ, остаточне підтвердження щодо особи може буде встановлене лише після повернення тіла та проведення відповідних експертиз. 12 березня 2023 року СБУ остаточно підтвердила, що розстріляним за слова «Слава Україні» був саме Олександр Мацієвський.

## Родина
Видання BBC поспілкувалося з родиною, яка начебто упізнала Тимофія. Жінка, яка назвала себе сестрою солдата, сказала: «Мій брат точно міг би так протистояти росіянам. Він ніколи в житті не приховував правди і точно не приховував би цього перед ворогом».